# Kaibab Limestone

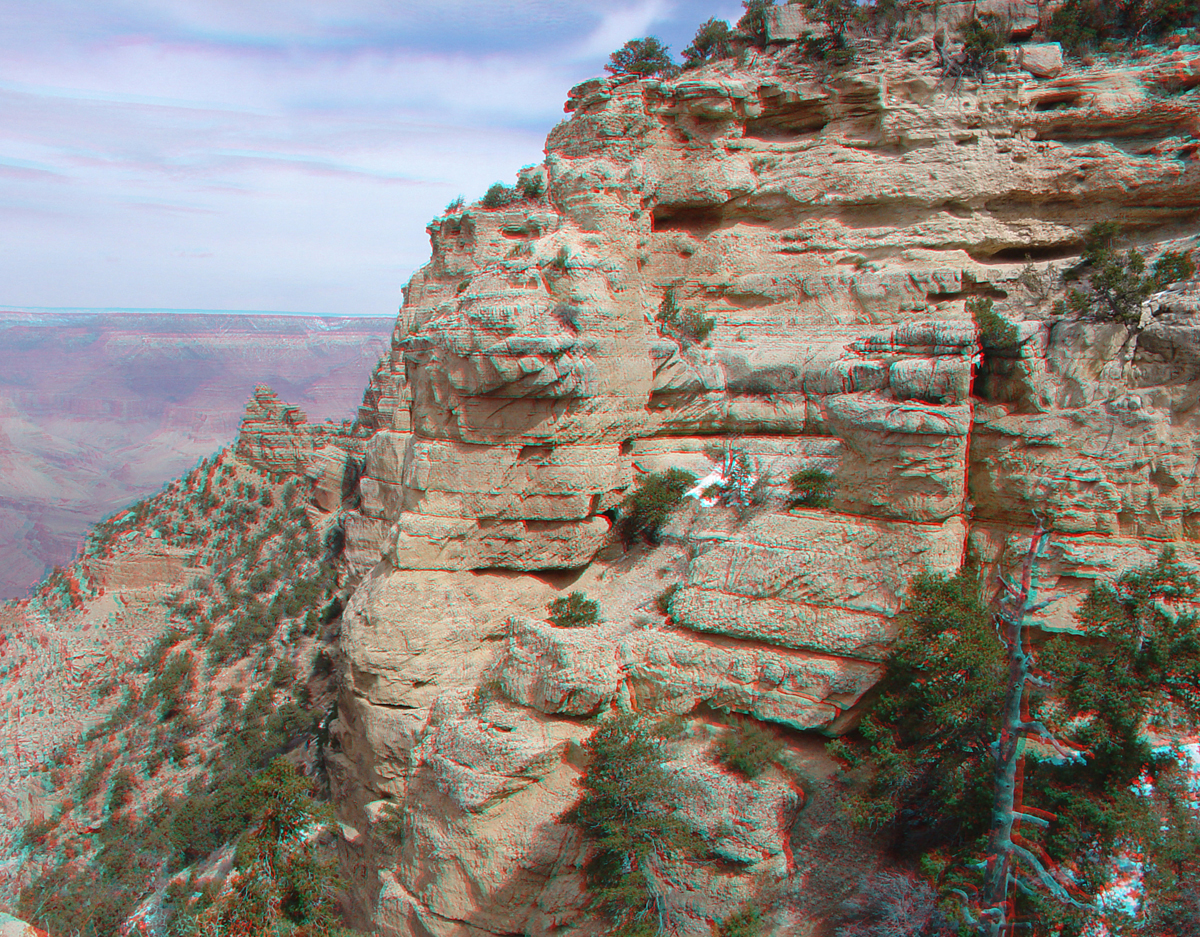
Een ontsluiting van de Kaibab Limestone in de Grand Canyon, waarin gelaagdheid en breuken te zien zijn.

De Kaibab Limestone, Kaibab Marble of Kaibab Formation is een geologische formatie in het zuidwesten van de Verenigde Staten, die voornamelijk uit kalksteen bestaat en gevormd werd tijdens het vroegste deel van het Perm (ongeveer 270 miljoen jaar geleden). De formatie dagzoomt in Nevada, het zuiden van Utah, noorden van Arizona en het zuidoosten van Californië en is onderdeel van de Park City Group.
De formatie werd genoemd naar het Kaibab Plateau aan de noordkant van de Grand Canyon in Arizona. De Kaibab Limestone is goed ontsloten in de Grand Canyon, waar ze ongeveer 100 meter dik is en een van de hogere eenheden in de stratigrafie vormt. Op veel plekken langs de rand van de canyon vormt de formatie de directe ondergrond.
De Kaibab Limestone bestaat grotendeels uit zandige kalksteen, maar op sommige plekken komen in de bovenste delen lagen zandsteen of schalie voor. In de formatie komen veel fossielen van ongewervelde zeedieren voor, zoals brachiopoden, crinoïden, koraal, mollusken, wormen en haaientanden.
De Kaibab Limestone ligt in het gebied van de Grand Canyon met een discordantie boven op de iets oudere Toroweap Formation (zandsteen, kalksteen en gips). De Kaibab Limestone heeft echter een diepere mariene facies dan de Toroweap Formation. Na afzetting van de Kaibab Limestone volgde een periode van opheffing van het Kaibab Plateau, zodat op de Kaibab Limestone een stratigrafisch hiaat volgt. Daarboven ligt met een discordantie op sommige plekken de Moenkopi Formation uit het Trias.